# Matthias Kyburz
Matthias Kyburz, född 5 mars 1990 i Rheinfelden  är en schweizisk orienterare som blev världsmästare på sprintdistansen vid VM 2012 samt ingick i sprintstafettlaget som tog guld vid VM 2014 och guldlaget i stafett vid VM 2015. Han ingick även i stafettlaget som vann EM 2012. 
Vid EM 2016 tog han guld i sprint  och på medeldistans. Vid EM 2023 vann han  guldmedaljer i sprint och  knockout sprint och en silvermedalj i sprintstafett.
När Kyburz varit i Sverige har han åren 2007-2016 representerat OK Tisaren.  Från 2017 representerar han den norska klubben ILTyrving